# باشگاه فوتبال شرواتر
باشگاه فوتبال شرواتر (به انگلیسی: Sheerwater Football Club) یک باشگاه فوتبال در شهر شرواتر، کشور انگلستان است که در سال ۱۹۵۸ میلادی تأسیس شده است.